# E-Artsup
E-Artsup è una prestigiosa scuola di tecnologie multimediali della Francia. Offre corsi di livello laurea specialistica, di master di secondo livello.
E-Artsup è una delle scuole di ingegneria di Parigi che si raggruppano nel il gruppo IONIS Education Group all'interno del quale si condividono attività formative principalmente extra-curriculari.